# 自轉旋翼機

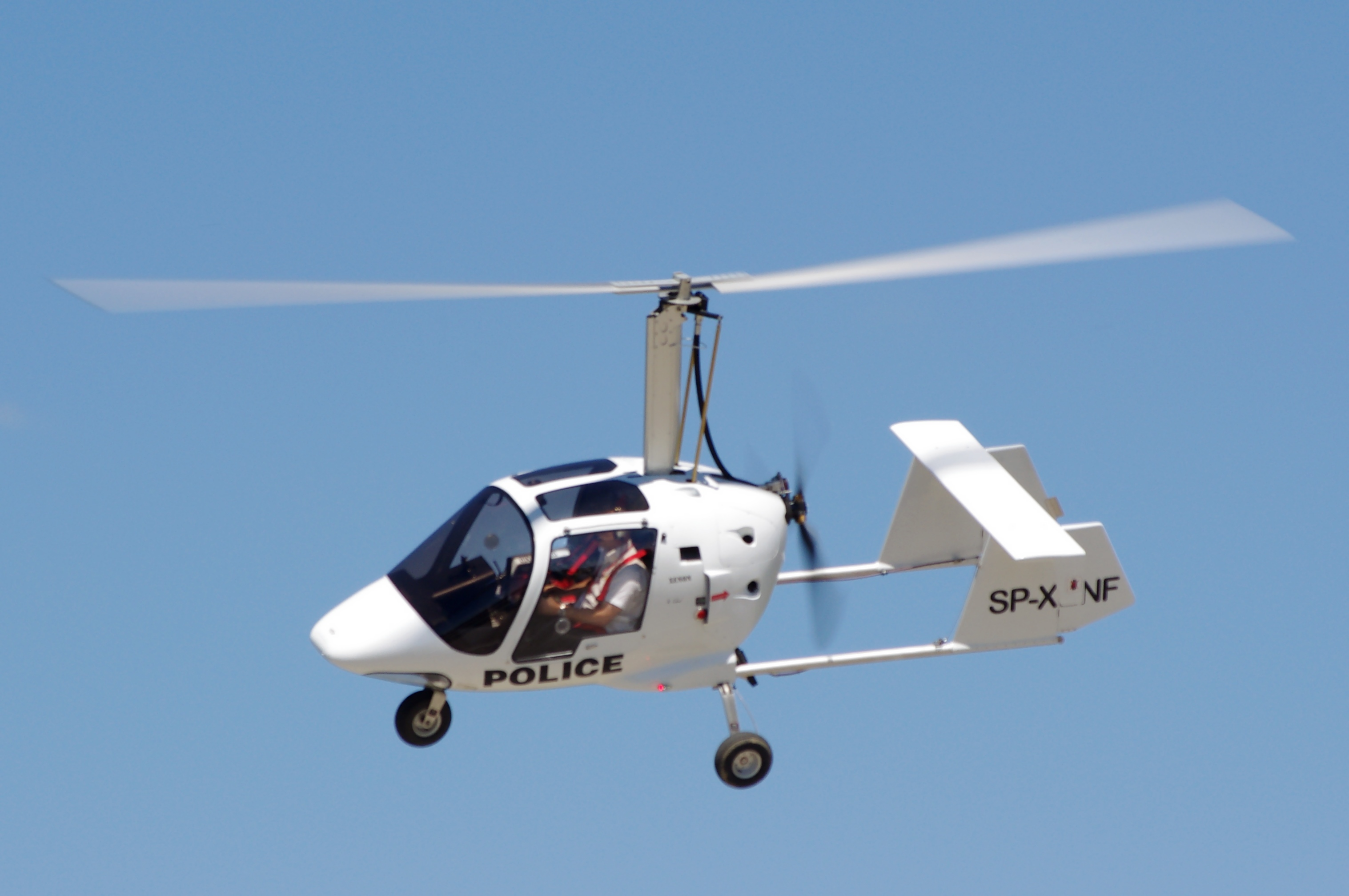
警用自轉旋翼機

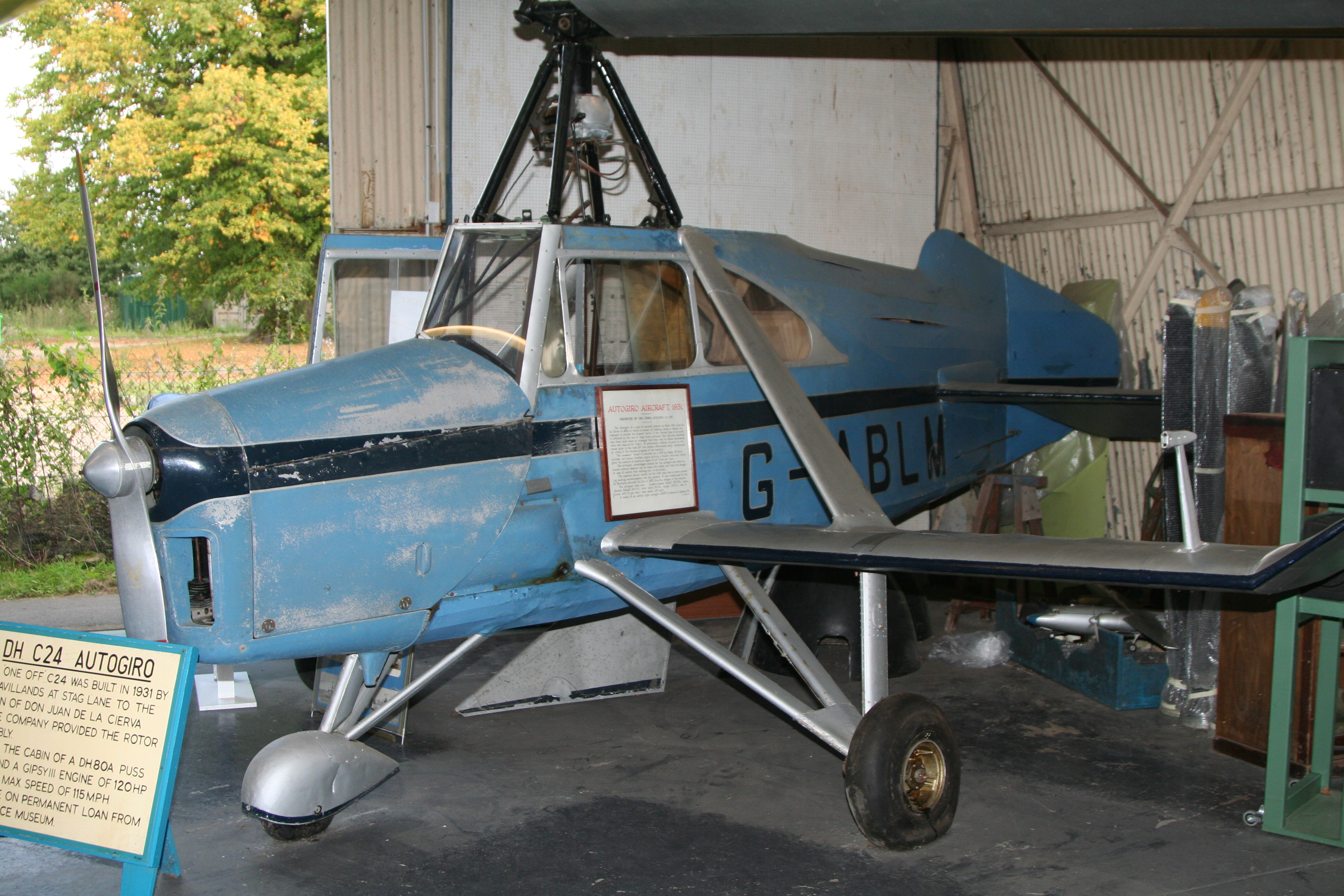
前置動力槳式自旋機

自转旋翼机（英語：gyrocopter）又称自旋翼机（autogyro）或简称旋翼机（gyroplane），是旋翼航空器的一种，介於固定翼飞机和直升機之間。自旋翼机大多以螺旋桨提供前进动力，用尾舵控制飞行方向，稍有倾斜的主旋翼并没有动力装置驱动，仅依靠前进时的相对气流吹动旋翼自转以产生升力。
自旋翼机并不能像直升机那样垂直起降和悬停，而是必须像固定翼飞机一样依靠跑道滑跑加速才能起飞，只不过起飛降落所需的距離都很短。但如果採用能夠把引擎切換到旋翼的設計，起落距實際為零的零距離起落（雖然可以原地起落不需跑道的，但仍然要在原地向前上下方傾斜起飛降落）。自旋翼机的结构相对简单，安全性亦较好，一般用于旅遊或体育活动。
但在傳統上空軍或航空公司等較專業的航空單位較少使用旋翼機，但近年出現了可以把動力從前進的螺旋槳轉向旋翼的新機型，結果也有更多人使用來交通或遊樂，甚至有像警察巡邏等任務或一部分企業內部運輸使用。由於其低廉的成本（相較直升機而言），近年來軍隊也開始重新使用。

## 历史
历史上有正式记载的第一次自旋翼机飞行是於1923年1月9日，該自旋翼机由西班牙胡安·德拉謝爾瓦设计。

## 飞行原理
自旋翼机通常由发动机驱动的独立水平螺旋桨产生推进力升空和前进。正常飞行时自旋翼机的旋翼被前进时的相对气流吹动而自旋，从而产生将机身维持在空中的升力。由于原理上就像是一個橫放的風車，所以最初發明時也被稱為風車飛機。
这种航空器虽然尺寸小，但飞行时通常阻力比较大，速度较慢。不过飞行安全好，不会失速，在飞行時若发动机故障仍可以自旋滑翔降落。这是在旋翼航空器中独有的安全特性。
由于旋翼在飞行时无动力驱动，自旋翼机无法像直升机一样垂直上升和悬停，而必須像固定翼飛機一樣不斷向前飛才能產生升力。
雖然現在部分型号的自旋翼机，可以用離合器在起降時供應動力給主旋翼（预旋）使其短暫變成直升機，但還是需要清空前方的障礙物，起飞之后依然靠空气作用力驱动。
和相似的直升機相比，旋翼機因為主動力向飛行方向，所以速度和油耗優於直升機，價格也較便宜，可以使用平地或航母甲板起降，而且駕駛比直升機容易，其執照很易考取。
缺點是即使採用能切換能力給旋翼垂直起降，仍然不像直升機多功能，例如不能懸停或倒飛，所以無法在極低空中懸吊的方式拯救傷者，如果以機降方式投放空降兵也較直升機危險。更不適合使用較小型的直升機場，如摩天大廈的天台直升機機場或普通可載直升機的軍艦的飛行甲板。

## 结构
自旋翼机的设计各种各样，但是大多数设计的基本构成要素是相同的。一架具备基本功能的自旋翼机通常包括：机身，动力装置，旋翼系统，尾翼和起落架五个部分。另外，还有一些部分是可选的，如机翼。

### 机身
机身提供其他部件的安装结构。基本的要求是具有很高的比强度。机身的常见材料是铝合金管材和复合材料。

### 动力系统
动力装置提供自旋翼机向前飞行的推力，在飞行时和旋翼系统独立无关。

### 旋翼系统
旋翼系统提供自旋翼机飞行所必须的升力和控制能力。常见的是带桨毂倾斜控制的跷跷板式旋翼,也可以采用全铰式旋翼。

### 尾翼
尾翼提供稳定性和俯仰，偏航控制,和固定翼飞机的尾翼类似。

### 起落架
起落架提供在地面上的移动能力，类似于固定翼飞机的起落架。常见为前三点式（tricycle）的或者是后三点式（conventional）。

### 机翼
机翼不是自旋翼机必须的组成部分，但是增加机翼可以提供额外的稳定性和升力，提高巡航速度。例如美国新研制的卡特旋翼機由于增加了附加的固定机翼，从而在性能上有较大的改进，可以达到较高的巡航速度和短距起降的能力。

## 操纵方式
主要的操纵方式是三种：周期变距杆（驾驶杆）、油门和方向舵脚蹬。辅助的操纵手段包括：水平尾翼操纵和旋翼总距操纵。

## 世界紀錄
| 年   | 飛行員          | 記錄類型            | 記錄       | 機型                               | 附註                         |
| ---- | --------------- | ------------------- | ---------- | ---------------------------------- | ---------------------------- |
| 1998 | 肯·沃利斯       | 爬升3000公尺的時間  | 7:20       | Wallis Type WA-121/Mc (G-BAHH)     |                              |
| 2002 | 肯·沃利斯       | （飛行3公里的）速度 | 207.7km/h  | Wallis Type WA-121/Mc (G-BAHH)     | 破世界紀錄的飛行員中最年長者 |
| 2015 | Donatella Ricci | 高度                | 8399公尺   | Magni M16 – Rotax 914 engine       |                              |
| 2015 | Norman Surplus  | 首次橫渡大西洋      | 5.3 km/h   | Autogyro MT-03 (G-YROX)            | 2015-08-11                   |
| 2015 | Paul A Salmon   | 不著陸飛行距離      | 1653.0公里 | Magni M22-Missing Link II (N322MG) | 2015-11-10                   |

## 影視形象

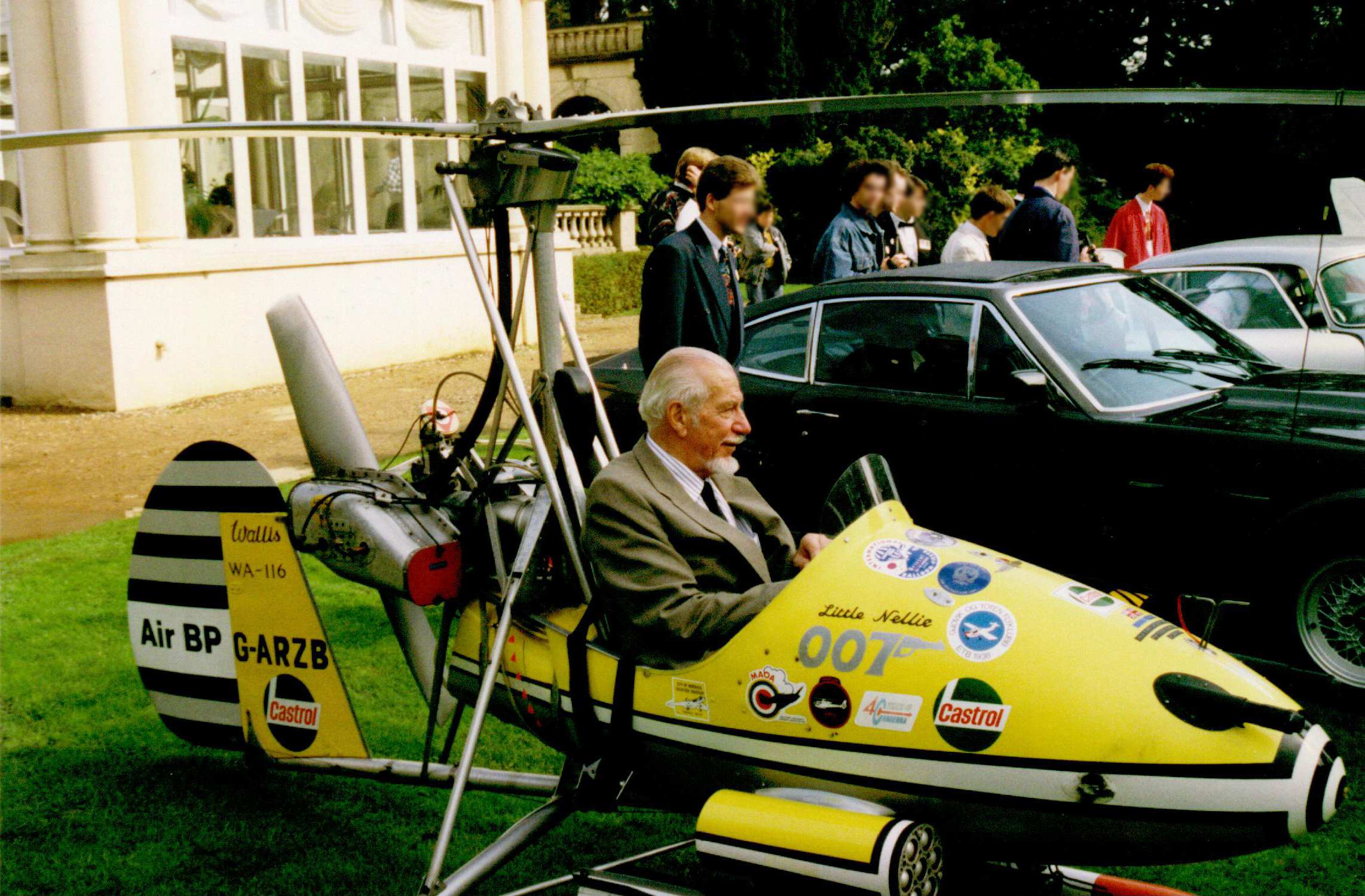
Little Nellie的發明人和特技飛行員肯·沃利斯

詹姆士·龐德系列電影《雷霆谷》中，詹姆士·龐德駕駛一架名為「Little Nellie」的自轉旋翼機追蹤魔鬼黨基地。

## 相關
旋翼式螺旋機